# Успенское (Сахалинская область)
Успе́нское — село в Анивском городском округе Сахалинской области России.

## География
Село находится на берегу реки Цунай, на расстоянии 16 км от города Анива, административного центра округа.

## История
Село основано в 1895 году. В 1905—1945 годах принадлежало японскому губернаторству Карафуто и называлось Накасава (яп. 中沢). После передачи Южного Сахалина СССР 15 октября 1947 года селу было возвращено первоначальное название.

## Население
| 1925 | 1935 | 2002 | 2010 | 2013 | 2021 |
| ---- | ---- | ---- | ---- | ---- | ---- |
| 106  | ↗848 | ↘452 | ↘438 | ↗445 | ↘363 |

### Половой состав
Согласно результатам переписи 2002 года, в селе проживало 452 человека (233 мужчины и 219 женщин).

### Национальный состав
Согласно результатам переписи 2002 года, в национальной структуре населения русские составляли 98 % из 452 чел.

## Улицы
| - ул. Луговая, - ул. Новая, - ул. Октябрьская, | - ул. Почтовая, - пер. Почтовый, - ул. Цветочная, | - ул. Центральная, - пер. Школьный, - ул. Юбилейная. |